# Hustopeče nad Bečvou
Ne doit pas être confondu avec Hustopeče.
Hustopeče nad Bečvou (en allemand : Hustopetsch an der Betschwa) est un bourg (městys) du district de Přerov, dans la région d'Olomouc, en République tchèque. Sa population s'élevait à 1 751 habitants en 2025.

## Géographie
Hustopeče nad Bečvou est arrosée par la Bečva, un affluent de la Morava, et se trouve à 13 km au sud-ouest de Nový Jičín, à 32 km à l'est-nord-est de Přerov, à 46 km à l'est-sud-est d'Olomouc et à 254 km à l'est-sud-est de Prague.
La commune est limitée par Starý Jičín au nord et au nord-est, par Lešná à l'est, par Choryně au sud-est, par Kladeruby et Kelč au sud, par Milotice nad Bečvou et Špičky à l'ouest, et par Polom à l'ouest.

## Histoire
La première mention écrite de la localité date de 1201.

## Administration
La commune se compose de quatre sections :
- Hustopeče nad Bečvou
- Hranické Loučky
- Poruba
- Vysoká